# Maria de Santa Natàlia
Jeanne-Marie Guerguin, (de vegades escrit Kerguin) de nom religiós sor Maria de Santa Natàlia, nascuda el 4 de maig de 1864 a Belle-Isle-en-Terre (Costes del Nord), i morta el 9 de juliol de 1900 a Taiyuan, a la província de Shanxi (Xina), fou una religiosa de la Congregació de les Franciscanes Missioneres de Maria.
Va ser decapitada durant la Rebel·lió dels bòxers. Màrtir, va ser canonitzada l'1 d'octubre del 2000 pel Papa Joan Pau II.

## Biografia
Va néixer en una família de grangers bretons, i va perdre a la seva mare en la pre-adolescència, havent d'assumir la responsabilitat de mantenir la llar familiar.
El 1887 va entrar al noviciat de la congregació de les Franciscanes Missioneres de Maria a Sant-Brieuc. Va ser nomenada primer a París per a la cura de la roba interior i les tasques de la llar, a continuació va anar a Cartago, al nord d'Àfrica, però ha d'anar a Itàlia per rebre tractament mèdic. El 1898, monsenyor Francesco Fogolla (1839-1900), vicari apostòlic coadjutor de Shanxi, viatjà a Europa per recaptar diners i reclutar gent per a la seva missió. Es va reunir amb Marie de la Passion de Chappotin, la cap de les Franciscanes Missioneres de Maria, i li demana que l'ajudés a trobar religiosa per les seves escoles i orfenats a la Xina.
Un petit grup de sacerdots i monges, incloent Maria de Santa Natàlia, van ser convençuts i s'embarcaren en aquest llarg viatge. Arribaren a Taiyuan, on caigué malalta de tifus - el que preocupa molt la petita comunitat - i aprengué el camí de la creu. Un cop recuperada, s'ocupà del catecisme, ajudà a l'orfenat i la cura dels pobres sota la responsabilitat de la mare Maria Hermínia de Jesús.
Durant la Rebel·lió dels bòxers (1899-1900), va ser detinguda amb les seves germanes per ordre del governador de la província, Tso-Tsung-Tang, i condemnada a mort.
Va ser decapitada amb les seves germanes:
- Marie-Amandine (Pauline Jeuris)
- Marie-Hermine de Jésus (Irma Grivot),
- Maria de la Pau (Marie-Anne Giuliani),
- Marie-Claire (Clelia Nanetti),
- Marie de Saint Just (Anne-Françoise Moreau),
- Marie-Adolphine (Kaatje Dierkx)

Van ser canonitzades juntes el l'1 d'octubre del 2000 i la seva festa se celebra el 9 de juliol.